# Christopher Carlander

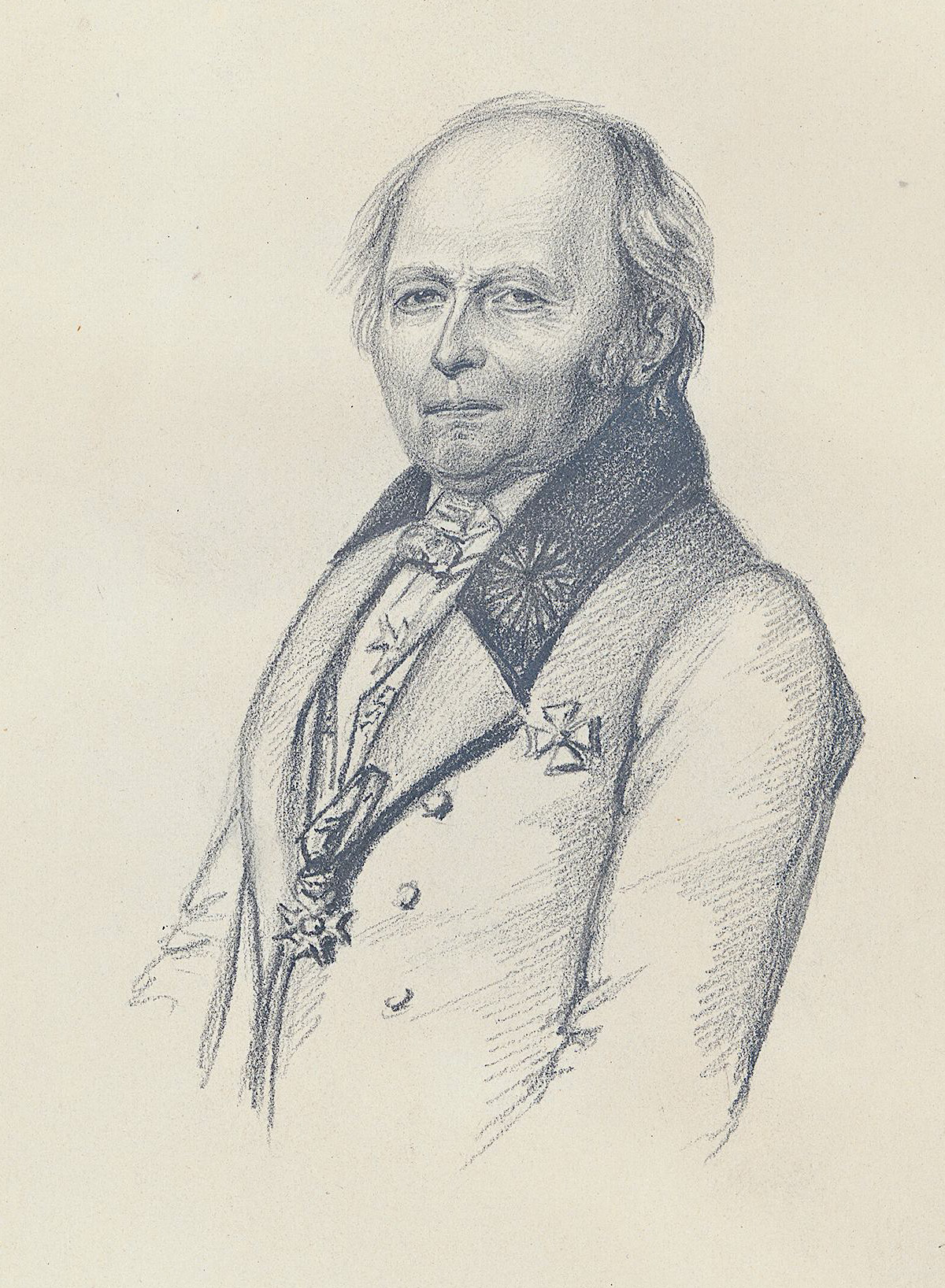
Christopher Carlander. Teckning av Maria Röhl 1839.

Christopher Carlander, född 30 juli 1759 i Yllestads socken, Skaraborgs län, död 8 maj 1848 i Stockholm, var en svensk läkare.

## Biografi
Fader var Asmund Carlander, kyrkoherde i Yllestads församling. Carlander blev student vid Uppsala universitet 1778 och tillbringade därefter sex år på konditioner, tog medicine licentiatexamen 1786 och antogs 1787 till fattigläkare i Klara församling i Stockholm.
Carlander var skeppsläkare på Enigheten, ett av Västindiska kompaniets skepp, på dess färd till Saint-Barthélemy i Västindien oktober 1787-1788. Under hemresan blev fartyget, i närheten av Kullen i Skåne, uppbringat av en rysk kapare och Carlander förlorade nästan allt han ägde, bland annat en dyrbar samling naturalier från Västindien. Han landsattes på Själland och kom därifrån till Göteborg, där han 1788 blev anställd som fältmedikus. Samma år promoverades han frånvarande till medicine doktor och utnämndes till adjunkt i obstetrik vid Allmänna barnbördshuset i Stockholm, men blev redan 1789 som fältmedikus på Sveaborg. Där tjänstgjorde han till 1791, då han återvände till sin adjunktur i Stockholm. År 1792 bildade han och tre kamrater ett kortlivat läkaresällskap, "Societeten", vilket kan betraktas som fröet till Svenska läkaresällskapet, som inrättades 1808.

### Stadsläkare i Göteborg

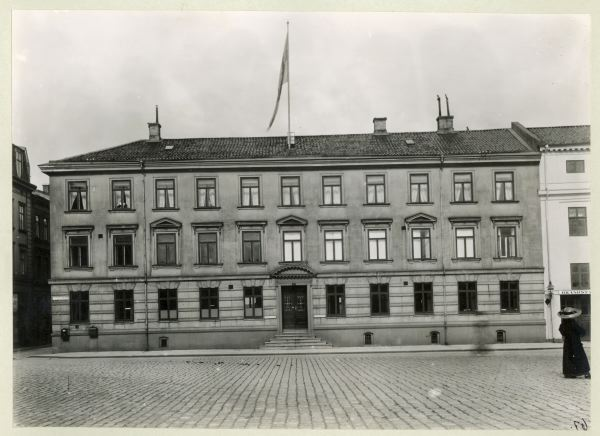
Under sin tid i Göteborg (1793–1814) var Carlander bosatt i det Wenngrenska huset. Foto från 1912 av Aron Jonason. Originalet finns i Göteborgs stadsmuseums bildsamling.

År 1798 utnämndes Carlander till andre stadsfysikus och 1800 till förste stadsläkare i Göteborg. Under sin verksamhet där, vårdade han i enskild praktik omkring 25 000 sjuka. Med största noggrannhet förde han dagbok över alla patienter och antecknade i så kallade sjuktabeller, för varje dag väderförhållanden, namn på tillkomna sjuka, sjukdomarnas diagnos och förlopp. Dessutom bedrev han en omfattande vetenskaplig brevväxling med ett stort antal av Sveriges läkare.

### Åter i Stockholm
År 1812 tog han avsked från stadsläkarebefattningen och med utgången av 1813 upphörde han helt med sin praktik i Göteborg och flyttade i september 1814 till Stockholm. År 1816 blev han hedersledamot av Sundhetskollegium (enligt de tryckta biografierna över Carlander; i statskalendern upptas han dock som sådan först 1839), förordnades 1817 att där vara "assessor på stat" och fick som sådan 1821 uppdrag att ha överinseende över allmänna vaccinationsinrättningen i riket. 
Någon enskild praktik åtog sig Carlander inte efter sin flyttning till Stockholm. Som rådgivare biträdde han dock gärna sina kollegor och var på så sätt under lång tid en överinstans som läkare och sjuka vädjade till i svåra fall. Av denna anledning var det, som han av Stockholms allmänhet fick namnet "dödsdoktorn". I synnerhet var han väl ansedd som barn- och kvinnoläkare.
År 1812 invaldes Carlander i Vetenskapsakademien. År 1813 blev han ledamot av Svenska läkaresällskapet och utsågs 1817 till dess sekreterare. Så länge han deltog i sammankomsterna var han den förnämste referenten för utländsk medicinsk litteratur. Carlander var den förste, som i läkaresällskapet fäste uppmärksamheten på René Laënnecs stora uppfinning (den fysikaliska undersökningsmetoden medelst perkussion och auskultation) samt blev, trots att han i början var en stark motståndare till skyddskoppympningen, en av dess ivrigaste anhängare och utbredare i Sverige. Mot slutet av sin levnad förlorade han synen.

## Eftermäle
Vid sin bortgång skildrades hans levnad av Pehr Henrik Malmsten i en minnesteckning, tryckt 1849. Vetenskapsakademien lät till sin högtidsdag 1877 över honom slå en medalj och Carl Gustaf Santesson uppläste en minnesteckning, tryckt samma år.

### Webbkällor
- Kristoffer Carlander i Herman Hofberg, Svenskt biografiskt handlexikon (andra upplagan, 1906)
- Carlander. 1. Kristofer i Nordisk familjebok (andra upplagan, 1905)